# Valeriana smithii
Valeriana smithii är en kaprifolväxtart som beskrevs av Ellsworth Paine Killip. Valeriana smithii ingår i släktet vänderötter, och familjen kaprifolväxter. Inga underarter finns listade i Catalogue of Life.